# Sierra de Curupira
La sierra de Curupira, es una formación montañosa en el estado de Amazonas, Venezuela. La misma se encuentra ubicada en la zona sur del estado de Amazonas, formando parte de la frontera sur con Brasil.
Esta sierra perteneciente al macizo de las Guayanas. En dicho macizo tiene sus nacientes el río Orinoco, el cual fluye entre las sierras de Curupira y de Parima.

## Flora y fauna

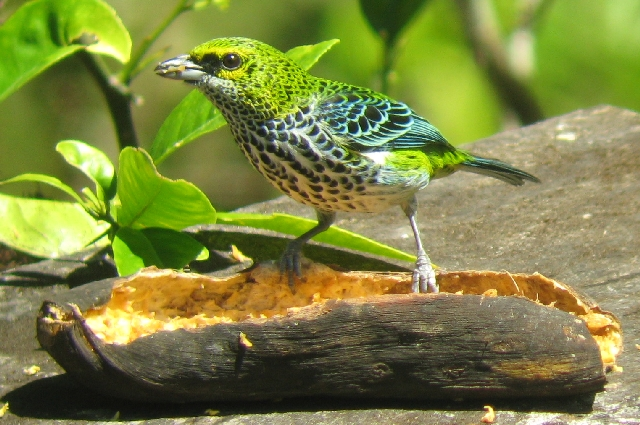
Espécimen de tangara pintoja ejemplo de aves que habitan en la Sierra de Curupira.

La flora de la Sierra de Curupira es sumamente diversa, incluyendo árboles tales como la ceiba con sus distintivas raíces tabulares, el guamo con sus característicos frutos en forma de vainas cilíndricas que alcanzan de 10 a 14 cm de largo, el yagrumo que puede crecer hasta los 12 m de alto, el caobo que alcanza alturas de 35 a 50 m, bejucos que se caracterizan por crecer abrazándose a los árboles, especies de bromelias  que se destacan por sus flores y brácteas coloridas y vistosas y otras diversas epifitas.
La fauna de estas regiones está representada por jaguares, pumas, grandes roedores como el chigüire, osos hormigueros con sus afiladas pezuñas, pecaríes de collar, nutrias que habitan los cursos de agua y cachicamos o armadillos con su característico exoesqueleto. Su avifauna la componen tucanes, loros, guacamayas, el cucarachero flautista (Microcerculus ustulatus) y la tangara pintoja (Tangara guttata). Existen también serpientes de cascabel y cuaima-piña, a la vez que iguanas, morrocoyas y toninas.